# おおぐま座AN星
おおぐま座AN星（おおぐまざANせい、AN Ursae Majoris、AN UMa）は、おおぐま座にある変光星である。

## 特徴

### 星系
おおぐま座AN星は、元々はこと座RR型変光星とする説もあったが、変光の特徴は脈動変光星よりも新星に似たものであり、1970年代には非常に強い偏光と、その時間変化が検出され、ヘルクレス座AM星とよく似た天体であることが明らかになった。強い偏光を示すことから、このような天体は「ポーラー」と呼ばれるようになり、おおぐま座AN星は、ヘルクレス座AM星に続いて史上2番目に確認されたポーラーとなった。
ポーラーは、強磁場激変星と呼ばれる激変星の一形態で、白色矮星と赤色矮星からなる連星だが、磁場が非常に強いため白色矮星の周りに降着円盤ができていない系と考えられる。おおぐま座AN星の回りの磁場の強さは、約3.2kTと推定される。

### 変光
おおぐま座AN星の変光は特異で、高光度状態と低光度状態と2つの状態で大きく明るさが異なる。高光度状態では14等台まで明るくなることがあり、低光度状態では20等近くまで暗くなることがある。それとは別に、その中間的な状態が長く安定して続き、その時の明るさは16-17等級である。そのような、不規則で大きな傾向とは別に、115分程度の周期で規則的な変化があることも知られており、おおぐま座AN星がポーラーであることからすれば、これは連星の公転周期である。公転に伴う変光は、紫外線や可視光では複雑で、一つの周期において極小が1つにみえたり、2つにみえたり、また、準周期的な変化や、波長によって現れ方の異なる「こぶ」などもあり、この変光を全て説明する標準的な理論はまだない。一方、X線でも変光が確認されており、こちらは可視光よりも規則的で、一つの周期に2度の極小がある。X線の変光は、X線を放射する高エネルギー領域が、伴星から白色矮星へ降着する物質によって食を起こしていることが原因である可能性が高い。